# Trinità e Pietà mistica
Trinità e Pietà mistica è un dipinto di Hans Baldung Grien. Eseguito nel 1512, è conservato nella National Gallery di Londra.

## Descrizione
Si tratta di una Pietà in cui Cristo è raffigurato sofferente e sorretto da Dio, in un atteggiamento paterno. La colomba rappresenta lo Spirito Santo. Alla Trinità sono affiancati San Giovanni e la Vergine, anch'essi nell'atto di sorreggere Gesù. La composizione, su cui aleggiano nuvole grigie, sembra uscire da una tomba di marmo rosso. Più sotto si trovano le figure dei committenti, rappresentate in piccolo come da tradizione, al fine di sottolineare la differenza tra personaggi sacri e profani; gli stemmi riportati sugli scudi sembrano indicare le famiglie Rothschild e Bettschold di Strasburgo, città da cui potrebbe provenire l'opera.